# 玉屏風散
玉屏風散一方出自《医方类聚》，是固涩剂的一类方剂，功效为益气固表，也正是因为该方有益气的作用，所以也有人把它分为补益剂之中。
主治肺卫气虚的自汗症，属于表虚的范畴。可见的症状有汗出恶风、面色皓白、易感风邪、舌淡苔白、脉浮虚等。该方的组成为:黄芪、白术、防风、大枣。

## 方解
中医方剂学认为:黄芪在方中可以大补脾肺之气；白术用于益气健脾；防风以走表散寒；用大枣来滋里益胃。
補肺裡，以玉屏風散為代表，方中重用黃耆來益氣固表，並且可以加重辛夷、蒼耳子等通竅藥物以去除鼻塞症狀。在症狀解除之後，可以使用補中益氣湯加入辛夷、五味子等藥物調養，辛夷可以解除鼻粘膜充血腫脹鼻塞的症狀，五味子斂肺止涕。根據研究，補中益氣湯本身就是健脾益氣的藥物，可以降低過敏反應，有根本解決過敏性鼻炎的功效。若是容易感冒、四肢冰冷的患者，就需要加入溫腎壯陽的藥物如熟附子、桂枝、山藥等辛溫類藥，不但可以改善手足冰冷的症狀，久服能使患者不畏寒、減少感冒頻率。

## 现代应用
本方常用于过敏性鼻炎、上呼吸道感染属表虚不固而外感风邪者，以及肾小球肾炎易于伤风感冒而诱致病情反复者。

## 外部連結
- 玉屏風散 中藥方劑圖像數據庫 (香港浸會大學中醫藥學院) （中文）（英文）